# Baryphas jullieni
Baryphas jullieni är en spindelart som beskrevs av Simon 1902. Baryphas jullieni ingår i släktet Baryphas och familjen hoppspindlar. Inga underarter finns listade.